# Fazna hitrost
Fazna hitrost je v fiziki hitrost s katero se širi točka z določeno fazo vzdolž dane smeri. Običajno opazujemo gibanje v smeri valovnega vektorja. Opazovanje je omejeno na samo eno izmed frekvenc valovanja.
Fazna hitrost je enaka:
{\displaystyle v_{\mathrm {p} }={\frac {\lambda }{T}}={\frac {\omega }{k}}}
kjer je 
- {\displaystyle \lambda \!} valovna dolžina valovanja
- {\displaystyle T\!} nihajni čas ({\displaystyle 1/T=\nu \!})
- {\displaystyle \omega \!} kotna hitrost valovanja ({\displaystyle \omega =2\cdot \pi \cdot \nu \!})
- {\displaystyle {k}\!} valovno število valovanja ({\displaystyle {k}=2\cdot \pi /\lambda \!})

V disperznem sredstvu je fazna hitrost odvisna od frekvence. Zaradi tega tudi ni enaka skupinski hitrosti. Fazna hitrost je pri elektromagnetnem valovanju v določenih pogojih lahko celo večja od hitrosti svetlobe v vakumu. Seveda to ne pomeni, da se informacije ali energija prenašata s hitrostjo večjo od svetlobne.